# آپوستولوس خریستو
آپوستولوس خریستو (یونانی: Απόστολος Χρήστου؛ زادهٔ ۱ نوامبر ۱۹۹۶) شناگر اهل یونان است.
وی در مسابقات کشوری و بین‌المللی در مجموع برندهٔ ۷ مدال طلا، ۶ مدال نقره، ۹ مدال برنز شده است.